# Anjuschka Uher

Anjuschka Uher

Anjuschka Uher (* 31. Oktober 1990) ist eine deutsche Sängerin, Musical-Darstellerin und Schauspielerin.

## Leben
Uher wuchs in einem Mehrgenerationenhaus mit deutsch-tschechischen Wurzeln im Taunus auf und kam im Kindesalter mit Musik und Theater in Berührung. Mit fünf Jahren besuchte sie Ballettunterricht und sang im Chor. Mit 15 Jahren begann sie ihre Ausbildung zur Musicaldarstellerin an der Academy of Stage Arts in Oberursel, die sie dort als Jahrgangsbeste abschloss. Es folgten Engagements an verschiedenen Theaterbühnen und in Tourneetheaterproduktionen sowie als Tänzerin u. a. für Nike. Von 2012 bis 2014 absolvierte sie eine Ausbildung zur Tänzerin, Choreographin und Tanzpädagogin an der New York City Dance School in Stuttgart sowie eine Ausbildung zur Studiosprecherin am Logo-Institut Frankfurt am Main. Gesanglich bildete sie sich bei Fawn Arnold und Björn Breckheimer weiter. Im Ausland stand sie als Live-Entertainerin und Abendchefin auf der Bühne der Aldiana-Hotels. Sie tourte als Sängerin verschiedener Bands, mit Schwerpunkt Pop-, Rock- und Soulmusik und Orchester (u. a. Freiburger Symphonieorchester, Rheinhessische Bläserphilharmonie), und als Einzelkünstlerin – auch mit eigenen Soloprogrammen – durch Deutschland. Sie ist aktiv als Sängerin verschiedener Pop- und Dancemusikproduktionen, unter anderem kam der Hit Sexy Summernight, produziert von SOS Project, in die Top 100 der DDP Trendcharts und erreicht knapp eine Million Youtube-Klicks. 2019 spielte sie Diana Goodman in Fast Normal im Stadttheater Langenthal bei der offiziellen Schweizer Erstaufführung des Musicals. In ihrer Heimatstadt engagiert sie sich für ehrenamtliche Projekte im darstellenden Bereich mit geflüchteten Frauen und Kindern.
Uher lebt im Hochtaunuskreis.

## Bühne (Auswahl)
- 2020: Die große Udo Jürgens Show mit Ricardo Marinello – (Solistin, Backingvocals) - La Poste, Visp
- 2019/2020: Mission Mann (Bea) – Deutschlandtournee – Désirée Burger
- 2019: Benefizgala mit Konstantin Wecker – (Solistin, Chor) – Stadthalle Oberursel
- 2019: Fast Normal (Diana Goodman) – Stadttheater Langenthal – Jens Daryousch Ravari
- 2019: Fast Normal (Diana Goodman) – Waggonhalle Kulturzentrum Marburg – Jens Daryousch Ravari
- 2018: Musical/Operettengala – (Solistin) – Deutschlandtournee – Konzertdirektion Bentz
- 2017/2018: Die heiligen 3 Königinnen (Cathy) – Hessen Tournee – Thomas Hartmann
- 2017: Aldiana Zypern (Live Entertainment/Abendchefin)
- 2016: Wirtschaftstag des deutschen Genossenschaftsverbandes (Gesangssolistin/Tanzensemble) - Jahrhunderthalle (Frankfurt am Main)
- 2016: Die letzten 5 Jahre (Cathy) – Kulturhalle Portstraße – Petra Ehrenberg
- seit 2016: Abba Review (Anni-Frid, Sub Agnetha) – Europatournee – SMB-Music
- 2016: Liebe, Krieg und Leckerbissen (Marianne von Willemer) – Schloss Heidelberg – Uwe von Grumbkow
- 2014/2015: Aldiana Fuerteventura (Live Entertainment/Abendchefin)
- 2014: 5 im gleichen Kleid (Mindy) – Theater Randzone Pforzheim – Alexander Wenz
- 2013: LAPP Kabel – Eröffnungsshow des neuen Dienstleistungs- und Logistikzentrum (Tänzerin) – Karen D. Savage
- 2013: Nike (Tänzerin) – Eröffnungsshow Metzingen – Andreas Hirnreise
- seit 2011: Gruseldinner Dracula/Jack the Ripper (div. Rollen) – Deutschlandweit – Frank Baumgart
- 2010: Non(n)sense (Schwester Leo) – Internationales Theater Frankfurt – Dorothea Rink
- 2009: Musical-Gala (Sopranistin) – Sängerhalle Saulheim – Konzert mit der Rheinhessischen Bläserphilharmonie
- 2009: Zaad van Satan (Margit) – Konzerthaus Freiburg – Konzertante Aufführung mit Freiburger Symphonieorchester